# دخانية ثلاثية البذور
دخانية ثلاثية البذور (الاسم العلمي:Fumana trisperma) هي نوع من النباتات يتبع جنس الدخانية من الفصيلة القريضية.